# Alma Hernández
Alma Hernández es una política demócrata estadounidense que se desempeña como diputada a la Cámara de Representantes de Arizona por el 3.º distrito. Hernández fue electa en 2018 para reemplazar a Macario Saldate, quien tenía un mandato limitado. Es la mujer más joven electa a la Cámara de Representantes de Arizona.

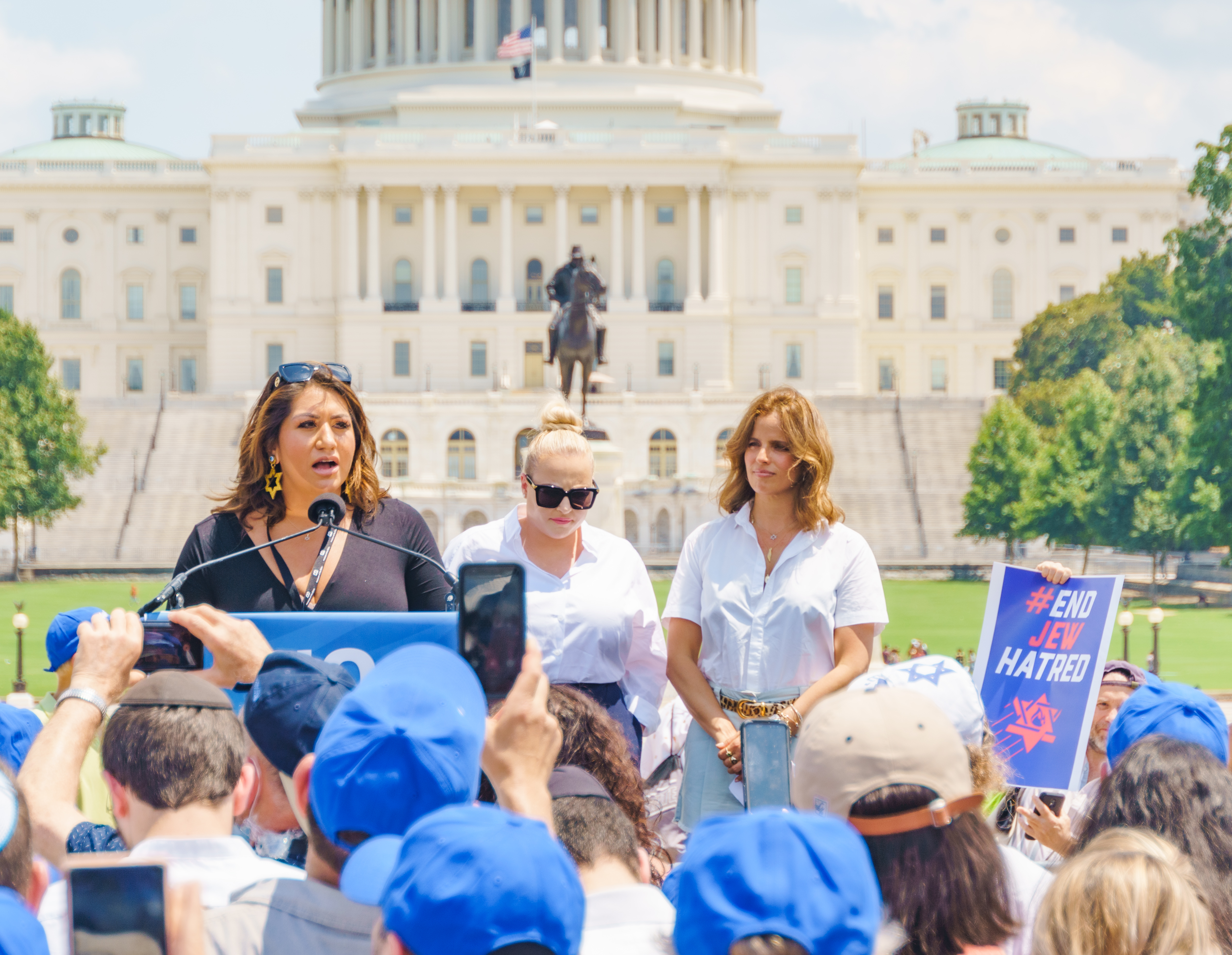
Hernández hablando en la manifestación 'NO FEAR: Rally in Solidarity with the Jewish People' en Washington D. C. 11 de julio de 2021.

## Primeros años
Hernández nació en Tucson, Arizona, y estudió en la Universidad de Arizona antes de involucrarse como la coordinadora de programas de Bridging the Gap, un programa social que apoya a mujeres con HIV/SIDA.
A la edad de 14, cuando era una estudiante en la Sunnyside High School, Hernández fue asaltada físicamente por dos estudiantes de cuarto año de 19 años fuera de la escuela, y posteriormente también fue asaltada físicamente por el oficial de policía asignado a la escuela, quien intervino. Esto le dejó con daños permanentes a su columna vertebral.

## Carrera política
El 29 de agosto de 2018, Hernández acabó en segundo sitio en la elección primaria del Partido Demócrata para el 3.º distrito legislativo del estado de Arizona, lo cual le permitió avanzar a las elecciones a la Cámara de Representantes de Arizona. Fue electa el 6  de noviembre de 2018, convirtiéndose así en la primera persona judía mexicana-americana en ser electa a un cargo público en los Estados Unidos.
Su primer logro como una funcionaria electa fue la aprobación con apoyo bipartidista para iniciar la formación obligatoria en intervención de crisis y desescalación de violencia para los agentes de policía escolar en julio de 2019. El 6 de julio de 2021, fue aprobada en la legislatura estatal una ley que hace obligatorio el requerimiendo de impartir educación acerca del Holocausto en las secundarias de Arizona, cuya propuesta fue introducida por Hernández. Esta ley hace de Arizona el 16.º estado de los Estados Unidos en hacer obligatoria la educación acerca del Holocausto.

### Comunidad judía
Hernández ha trabajado como coordinadora del Consejo de Relaciones Comunitarias de la Comunidad Judía de Tucson, se ha involucrado con el grupo de lobby American Israel Public Affairs Committee (AIPAC)  y, en un número de ocasiones, ha tomado la palabra en relación con asuntos relacionados con la comunidad judía en los Estados Unidos como el antisemitismo, pero también se ha solidarizado abiertamente con Israel en el conflicto israelí-palestino.
Hernández se ha dado a conocer por su crítica al antisemitismo, no sólo en su nativa Tucson sino en todo el mundo. El 18 de mayo de 2021, una de las puertas de vidrio de la sinagoga Congregation Chaverim, a la cual pertenece Hernández, fue rota con una piedra. Posteriormente, luego de que una sinagoga de Jabad-Lubavitch en Tucson fuera vandalizada el 7 de junio de 2021, ella se manifestó en contra del ataque y sobre todo criticó el silencio frente al antisemitismo.
El 11 de julio de 2021, Hernández habló en una concentración frente al Capitolio de los Estados Unidos, denunciando el antisemitismo y declarando su soporte a Israel. En el evento participaron otros activistas pro-Israel e influencers como la actriz israelí Noa Tishby y la anfitriona de televisión y columnista Meghan McCain, así como el rabino de Jabad Shlomo Noginsky, quién había acuchillado el 1 de julio de 2021 en Boston

### Proinmigración
Hernández ha servido con el Young Democrats of America Hispanic Caucus y ha participado en  protestas en contra de la política de separación familiar de la administración Trump, así como ha coordinado entregas de artículos de primera necesidad a familias pobres en la ciudad mexicana de Nogales, de donde es originaria su madre, por medio de un grupo de activistas progresistas que ha cofundado llamado Tucson Jews for Justice.

## Vida personal
Hernández es judía, creció en un hogar no religioso y se  convirtió al judaísmo en 2015;  su interés en el judaísmo surgió en su adolescencia, cuando descubrió que su abuela paterna era judía. Es la primera judía mexicana-estadounidense y la primera judía latinoamericana en ser electa a un cargo público en la historia de Estados Unidos. Su hermano, Daniel Hernández Jr., también sirve como Representante en la Asamblea Estatal de Arizona.
Luego de ser electa a la Cámara de Representantes de Arizona, hizo parte, junto a otras siete mujeres, de una campaña publicitaria para la marca de ropa de tallas grandes ELOQUII.
En abril de 2021. Hernández dio positivo para COVID-19, a pesar de haber recibido la vacuna de la empresa Pfizer vacuna 11 semanas antes, y de haber mantenido distancia social y los protocolos de higiene recomendables.